# 宋家庄交通枢纽
宋家庄交通枢纽位于北京市丰台区东南三环路与东南四环路之间，是北京城区东南部集轨道交通、地面公交车及长途车换乘于一体的公共交通综合换乘枢纽。是《北京城市总体规划（2004～2020年）》确定的中心城33个公共交通枢纽之一。2012年6月28日开始试运营。
宋家庄交通枢纽中心场区地面设有公交车场站，地下一层是与北京地铁5号线、亦庄线及10号线换乘区域。

## 位置
宋家庄交通枢纽地处石榴庄路与宋家庄路相交路口的东南。用地范围北起石榴庄路，南至石榴庄一号路，西起宋家庄路，东至石榴庄七号路。

## 总站路线资料（公交）

### 北京公交141路
- 时代庄园北站 ↔ 宋家庄枢纽站

由北京公交集團第一客運分公司營運，提供安立路、安定門、王府井、天坛、劉家窯沿線的公交服務。其前身為1997年8月開通的空調巴士線路803路，由天壇南門開往大屯西站，經多次調整後於2010年7月更名為特11路，南端於2013年12月由彩虹城小區延至宋家莊樞紐。

### 北京公交139路
- 東大橋公交場站↔ 宋家莊樞紐站

由北京公交集團第三客運分公司營運，提供東大橋、朝陽門、廣渠門、劉家窯一帶的公交服務，原為750路北段、北段後改名為650路，650路再度縮線後承擔原西段的運輸任務。

### 北京公交366路
- 黃村火車站 ↔ 宋家莊樞紐站

由北京公交集團第三客運分公司營運，途經南苑路、大興城區等地。

### 北京公交524路
- 靈秀山莊東站↔ 宋家莊樞紐站

由北京公交集團第三客運分公司營運，主要服務於舊宮地區。

### 北京公交555路
- 同心庄公交场站 ↔ 宋家庄枢纽站

由北京公交集團第三客運分公司營運，主要服務於德賢路與瀛海地區。

### 北京公交576路
- 南小街西里 ↔ 宋家庄枢纽站

由北京公交集團第三客運分公司營運，2013年6月26日開通，由原750路南段演變而來，其前身750路於2001年12月3日開通，並不經停宋家莊。

### 北京公交84路
- 惠新东桥南 ↔ 宋家庄枢纽站

由北京公交集團第三客運分公司營運，原為由朝陽區小營開往北京游乐园的空調巴士807路，2007年4月14日更名為684路，2012年6月28日與524路率先進駐宋家莊樞紐站。2021年2月9日更名為84路